# ۸۹ دلو
۸۹ دلو یک ستاره است که در صورت فلکی دلو قرار دارد.